# Tego już za wiele
Tego już za wiele (ang. Mom’s on Strike, 2002) – amerykańska komedia.
Pam Harris ma dość bycia służącą we własnym domu, dlatego rozpoczyna strajk. Nie gotuje, nie pierze, po prostu wychodzi przed dom z tablicami i nawołuje Mama strajkuje.
Film był emitowany w Polsce na kanale Jetix i Jetix Play. Premiera filmu odbyła się 12 lutego 2005 roku o godz. 09:00 w Kinie Jetix.

## Obsada
- Tim Matheson – Alan Harris
- Spencer Breslin – Sam Harris
- Daniel Magder – A.J. Harris
- Faith Ford – Pam Harris
- Sarah Gadon – Jessica Harris
- Megan Starkman – Sara
- Sonja Smits – Pierwsza Dama
- Colin Glazer – Reporter
- Janessa Crimi – Amy
- Robert Lee
- Andrew Popkevich

## Wersja polska
Opracowanie i udźwiękowienie wersji polskiej: na zlecenie Jetix – Studio Eurocom

Reżyseria: Dorota Prus-Małecka

Dialogi: Berenika Wyrobek

Dźwięk i montaż: Jacek Kacperek

Kierownictwo produkcji: Marzena Omen-Wiśniewska

Udział wzięli:
- Iwona Rulewicz – Pam Harris
- Artur Kaczmarski – Alan Harris
- Ania Wiśniewska – Jessica Harris
- Jolanta Wołłejko – Mama Pam
- Kajetan Lewandowski – Sam Harris
- Łukasz Margas – A.J. Harris
- Agnieszka Kunikowska – Pierwsza Dama
- Anna Apostolakis – Koleżanka Pam z pracy
- Aleksandra Rojewska – Pani psycholog
- Wojciech Machnicki
- Paweł Szczesny
- Janusz Wituch
- Jacek Wolszczak

i inni